# Налбант
Вижте пояснителната страница за други значения на Налбант.
Налбант (на румънски: Nalbant) е село в окръг Тулча, Румъния. Селото има 2834 жители (2002). Налбант е център на община, в която освен него влизат Башкьой (Николае Бълческу) и Тръстеник.

## История
До 1940 година Налбант е с преобладаващо българско население. Запазени са сведения за дейността на училищната организация в Добруджа с протокол от 30 юли 1878, където се посочват имената на местни български първенци, натоварени с уреждането на българските училища в Бабадагското окръжие.
При избухването на Балканската война в 1912 година двама души от Налбант са доброволци в Македоно-одринското опълчение.
Българското население на Налбант се изселва в България по силата на подписаната през септември 1940 година Крайовска спогодба.

## Личности
Родени в Налбант
- Васил Станков (1893 – ?), македоно-одрински опълченец, 4 рота на 1 дебърска дружина, ранен на 20 юни 1913 година[3]
- Иван Райнов (1888 – 1947), македоно-одрински опълченец, 4 рота на 1 дебърска дружина[4]
- Марин Георгиев Стоянов (около 1852 - 2 май 1903, Комарево), български опълченец, пристигнал в Румъния в 1876 година, работи като бакалин, на 2 май 1877 година постъпва като доброволец във II рота на II дружина на Българското опълчение, уволнен на 28 юни 1878 година, след войната живее в Карнобат, където е стражар, впоследствие се установява в село Комарево, където се занимава с железарство и земеделие, кмет е на селото[5]